# HD207538
HD207538 — хімічно пекулярна зоря спектрального класу B1, що має видиму зоряну величину в смузі V приблизно  7,3.
Вона  розташована на відстані близько 10871,9 світлових років від Сонця.

## Пекулярний хімічний склад
Зоряна атмосфера HD207538 має підвищений вміст 
He
.